# San Francisco 49ers
San Francisco 49ers – zawodowy zespół futbolu amerykańskiego grający w San Francisco, w Kalifornii. Siedziba klubu i obiekty treningowe znajdują się w Santa Clara. Drużyna jest obecnie członkiem Dywizji Zachodniej konferencji NFC ligi NFL.
Zespół został w roku 1946 członkiem założycielem All-America Football Conference (AAFC). W roku 1950 przyłączył się do NFL po rozwiązaniu ligi AAFC.
Drużyna 49ers ma obecnie na koncie 5 zwycięstw w finałach Super Bowl (przy siedmiu występach). W latach 80. i 90. XX wieku drużynę uważano za jeden z najlepszych zespołów w historii NFL. Właśnie w tamtym czasie grali w nim tak wspaniali zawodnicy jak Joe Montana, Steve Young, Ronnie Lott czy Jerry Rice, a drużyna zapisała się w historii sportu dzięki niezapomnianym zagrywkom (jak „The Catch”) i wybitnym meczom (włączając Super Bowl XIX).